# توماس آ. مک کین
توماس آ. مک کین (انگلیسی: Thomas A. McKean; ۱۸ ژوئن ۱۹۶۵ – ) نویسنده اهل آمریکا بود. نویسنده و مدرس طیف اوتیسم است. او شاعر، خواننده، ترانه‌سرا، سخنران بین‌المللی و نویسنده است.